# کارلو بنتی
کارلو بنتی (ایتالیایی: Carlo Benetti؛ ۴ ژوئیه ۱۸۸۵ – ۴ ژوئن ۱۹۴۹) بازیگر و تهیه‌کننده فیلم در دوران فیلم صامت اهل ایتالیا بود.
از فیلم‌هایی که وی در آنها نقش داشته‌است، می‌توان به مادام کاملیا اشاره کرد.